# Xylomya elongata
Xylomya elongata är en tvåvingeart som först beskrevs av Osten Sacken 1886.  Xylomya elongata ingår i släktet Xylomya och familjen lövträdsflugor.
Artens utbredningsområde är Guatemala. Inga underarter finns listade i Catalogue of Life.